# Сутокское
Сутокское или Сутоки — озеро в Красной волости Себежского района Псковской области. Площадь водосборного бассейна — 343,0 км². Высота над уровнем моря — 137,8 м.
Площадь — 2,9 км² (286,40 га, с островами — 287 га). Максимальная глубина — 12,2 м, средняя глубина — 5,6 м.
Проточное. с юго-востока впадает и с севера вытекает река Неведрянка — приток реки Великой.
Тип озера лещово-судачий. Массовые виды рыб: щука, лещ, судак, плотва, окунь, густера, уклея, красноперка, карась, линь, ерш, язь, елец, голавль, верховка, пескарь, налим, вьюн, щиповка, голец, бычок-подкаменщик, быстрянка; широкопалый рак (единично).
Для озера характерны прибрежные луга, огороды, поля, болото, лес; в литорали — песок, галька, камни, заиленный песок, в центре — ил, камни, заиленный песок.